# François Guillaume Mony
Pour les articles homonymes, voir Mony.
François Guillaume Mony est un manufacturier, céramiste, faïencier français né le 21 avril 1781 et décédé le 20 juillet 1844.

## Biographie
Il épouse à Sceaux (Hauts-de-Seine) le 31 janvier 1801 Marie-Anne, Elisabeth Benoist (1781-1832) fille de Pierre-Louis Benoist (1754-1788) sculpteur en porcelaine. De cette union naquirent trois enfants: 1° François, Docithé Mony (1802-18..) qui sera fabricant à Bourg la Reine, 2° : Louis-Nicolas Mony (1803-1871), tourneur qui épousera Margueritte Bellard et 3° : Louise-Sophie, Florentine Mony (1809-1881) qui épousera Louis-François Laurin autre faïencier célèbre de Bourg la Reine. Puis en secondes noces Marie-Angèlique Frotié.
De 1810 à 1812 il est ouvrier en faïence et en 1816 travaille à la Manufacture no 2 (35 rue Jean-Roger-Thorelle angle de l'avenue du Général-Leclerc ainsi qu'à la no 3 située à l'angle de la rue de Fontenay et de l'avenue du Général-Leclerc face à l'ancienne église et fondée en 1813, appartenant à Monsieur Barthélémy Carlu père, à Bourg la Reine. Le 29 juin 1821 en association avec son demi frère Barthélémy Carlu et le beau frère de celui-ci ; Pierre Docithé Benoist tous deux mouleurs en faïence ils louent le bâtiment se trouvant à l'angle de l'ancienne rue Tromière et ancienne rue de la Madeleine aujourd'hui rue Jean-Roger-Thorelle. Puis Carlu fils s'installe de l'autre côté de la rue. À la mort de Barthélémy Carlu, sa veuve met en adjudication et la manufacture est louée à François-Guillaume Mony et Pierre-Docithé Benoist. Pour pouvoir exploiter les trois manufactures de faïence ils s'associent le 10 août 1826 jusqu'au 3 avril 1833 date à laquelle il renonce à 'exploitation. les bâtiments serviront à célébrer la messe en attendant la construction de la nouvelle église. Le 5 novembre 1837 François-Guillaume fait l'acquisition de la fabrique de Pierre-Docithé Benoist et la loue aussitôt à François Docithé Mony le 2 juillet 1839. Après la mort de François Guillaume c'est un autre de ses fils Louis Nicolas qui reprendra les bâtimentsen 1847, sans les exploiter. Il la louera en mars 1850 à Alfred-Charles Auboin, tourneur en faïence et à Joséphine-Adélaïde Pardoux.